# Diacyclops languidus
Diacyclops languidus är en kräftdjursart som först beskrevs av Georg Ossian Sars 1863.  Diacyclops languidus ingår i släktet Diacyclops och familjen Cyclopidae. Arten är reproducerande i Sverige. Inga underarter finns listade i Catalogue of Life.